# 徽言秘旨
《徽言秘旨》，古琴谱。明崇祯十一年尹芝仙撰辑。

## 琴谱内容
據清初刊本，十册，不分卷。谱前有孙奇逢序，壬辰歲孙宗元序，以及丁亥仲春，尹氏自序。以后有审音确议，五音辨，字母论，原琴正议，指法，谱目等。谱后有庚寅仲冬谢弘仪跋。谱内共计收录六十曲。